# Липники (Светлогорский район)
Липники (бел. Лі́пнікі) — деревня Паричском сельсовете Светлогорского района Гомельской области Республики Беларусь. На севере граничит с лесом.

## География

### Расположение
В 36 км на северо-запад от Светлогорска, 34 км от железнодорожной станции Светлогорск-на-Березине (на линии Жлобин — Калинковичи), 146 км от Гомеля.

### Гидрография
На востоке сеть мелиоративных каналов.

## Транспортная сеть
Рядом автодорога Паричи — Озаричи. Планировка состоит из короткой прямолинейной улицы, близкой к меридиональной ориентации. Застройка двусторонняя, деревянная, усадебного типа.

## История
Обнаруженный археологами курганный могильник (16 насыпей, в 0,3 км на север от деревни) свидетельствует о деятельности человека в этих местах с давних времён. Современная деревня известна с XIX века как селение в Паричской волости Бобруйского уезда Минской губернии.
В 1921 году открыта школа. В 1931 году организован колхоз «Орка», работала кузница. 16 жителей были репрессированы. Во время Великой Отечественной войны в феврале 1943 года оккупанты полностью сожгли деревню и убили 11 жителей. Согласно переписи 1959 года в составе КСУП «Паричи» (центр — деревня Козловка).
До 16 декабря 2009 года в составе Козловского сельсовета, с 16 декабря 2009 года в составе Паричского поселкового Совета депутатов, с 12 декабря 2013 года в составе Паричского сельсовета.

## Население

### Численность
- 2021 год — 9 жителей

### Динамика
- 1897 год — 26 дворов, 189 жителей (согласно переписи)
- 1908 год — 30 дворов
- 1917 год — 34 хозяйства, 216 жителей
- 1925 год — 50 дворов
- 1940 год — 66 дворов
- 1959 год — 186 жителей (согласно переписи)
- 2004 год — 14 хозяйств, 18 жителей
- 2021 год — 9 жителей

## Достопримечательность
- Курганный могильник периода раннего Средневековья —  Историко-культурная ценность Республики Беларусь, шифр 313В000763

## Известные уроженцы
- Иван Антонович Киселевский — белорусский художник